# Malungen, Hälsingland
Ej att förväxla med sjön Malungen, Medelpad, som ligger både i Medelpad och Hälsingland.
Malungen är en sjö i Ljusdals kommun i Hälsingland och ingår i Ljusnans huvudavrinningsområde. Sjön har en area på 0,432 kvadratkilometer och ligger 261 meter över havet. Sjön avvattnas av vattendraget Voxnan.

## Delavrinningsområde
Malungen ingår i det delavrinningsområde (683493-146522) som SMHI kallar för Utloppet av Malungen. Medelhöjden är 287 meter över havet och ytan är 4,25 kvadratkilometer. Räknas de 123 avrinningsområdena uppströms in blir den ackumulerade arean 883,2 kvadratkilometer. Voxnan som avvattnar avrinningsområdet har biflödesordning 2, vilket innebär att vattnet flödar genom totalt 2 vattendrag innan det når havet efter 167 kilometer. Avrinningsområdet består mestadels av skog (77 procent). Avrinningsområdet har 0,43 kvadratkilometer vattenytor vilket ger det en sjöprocent på 10 procent.